# Klinikum der Medizinischen Hochschule Hannover
Das Klinikum der Medizinischen Hochschule Hannover ist das Lehrkrankenhaus der Medizinischen Hochschule Hannover. Es weist einen überregionalen Einzugsbereich auf. Das Universitätsklinikum im Stadtteil Groß-Buchholz verfügt über 90 Stationen mit 1.518 Betten. 2013 wurden 58.943 Patienten stationär und 452.783 Patienten in den 35 Polikliniken ambulant versorgt. Die MHH ist Deutschlands größtes Transplantationszentrum. Im Jahr 2012 wurden hier 423 Transplantationen vorgenommen.

## Organisation
Als Universitätsklinikum verfügt das Haus über eine Vielzahl von Fachbereichen, für fast jeden Fachbereich gibt es eine Intensivstation. Darunter befinden sich einige Spezialstationen, wie sie nur von großen Kliniken betrieben werden können.
Sämtliche Stationen der MHH sind aufgeteilt, so dass es insgesamt sechs Pflegebereiche gibt. Innerhalb des fünften Pflegebereiches sind fast alle Intensivstationen mit Ausnahme der Kinderklinik zusammengefasst.
Insgesamt zehn Fachbereiche betreiben jeweils eine Intensivstation für den Fachbereich / die Klinik:
- Innere Medizin: Intensivstation 14 mit 14 Betten
- Kardiologie: Intensivstation 24 mit 9 Betten
- Neurochirurgie: Intensivstation 34 mit 12 Betten
- Interdisziplinäre Anästhesiologie: Intensivstationen 44 mit 14 Betten und 34 mit 15 Betten
- Pädiatrie: Intensivstation 67 mit 14 Betten
- Neonatologie: Intensivstation 69 mit 7 Betten
- Plastische, Ästhetische, Hand- und Wiederherstellungschirurgie: Intensivstation 71 mit 6 Betten (Brandverletztenzentrum)
- Unfallchirurgie: Intensivstation 73 mit 8 Betten
- Herz-, Thorax- und Gefäßchirurgie: Intensivstation 74 mit 21 Betten
- Mund-Kiefer-Gesichts-Chirurgie: Intensivstation 77c mit 4 Betten
- Visceral- und Transplantationschirurgie: Intensivstation 81 mit 22 Betten

Die anästhesiologischen Intensivstationen 44 und 34 sind als interdisziplinäre Stationen eingerichtet, auf denen insbesondere Patienten nach großen Operationen oder Polytraumen betreut werden. Ein Schwerpunkt liegt in der frühzeitigen Behandlung des akuten Lungenversagens.
Auf der Intensivstation 73 werden hauptsächlich Patienten nach unfallchirurgischen Elektiveingriffen und polytraumatisierte Patienten betreut.
Die Station 81 betreut Patienten nach Visceral-OP und Transplantationen von Pankreas, Leber und Nieren. Sie ist nach Fertigstellung des neuen Transplantations- und Forschungszentrum (TPFZ) samt entsprechender Operationssäle aus dem Bettenhaus umgezogen.
Die Station 71 ist die Intensivstation des Brandverletztenzentrums der MHH mit insgesamt 6 Betten für Schwerbrandverletzte. Sie ist nach dem Umzug der Plastischen, Hand- und Wiederherstellungschirurgie aus dem Klinikum Oststadt-Heidehaus und dem Umbau des vorderen Bereichs der alten Intensivstationen 71–74 in die MHH gezogen und wird von Peter M. Vogt geleitet.
Am 1. April 2011 wurde die Hautklinik Linden vom Klinikum Region Hannover übernommen und als Klinik für Dermatologie, Allergologie und Venerologie in die MHH eingegliedert. Der Betrieb wurde zunächst am alten Standort in Linden-Süd weitergeführt, inzwischen ist die Klinik auf den Campus der MHH umgezogen.